# Bitterer Saftling
Der Bittere Saftling (Hygrocybe mucronella, syn. Hygrocybe reae) ist eine Pilzart aus der Familie der Schnecklingsverwandten. Er ist ungenießbar.

## Merkmale

### Makroskopische Merkmale
Der Hut ist dünnfleischig, scharlach-, zinnober- bis orangerot gefärbt und weist oft gelbliche Töne auf. Vor allem zum Rand hin ist er goldgelb getönt. Sein Durchmesser beträgt 0,5 bis 3,5 cm. Die Oberfläche ist jung schmierig, bald jedoch kahl und zum Rand hin durchscheinend gestreift. Die Oberhaut lässt sich nicht abziehen. Sie ist matt und fein haarig.
Die Lamellen sind zunächst weißlich, später gelblich oder orangerötlich gefärbt, ihre Schneide ist gelb. Sie sind schwach bis breit angewachsen oder laufen mit einem Zahn am Stiel herab. Der röhrige Stiel ist glatt, glänzend und schmierig. Er ist orangerötlich gefärbt, basal auch weißlich. Er ist 3 bis 6 cm lang und 2 bis 5 mm dick. Manchmal ist er zusammengedrückt.
Das Fleisch (Trama) ist orangegelblich getönt, recht zäh und ohne Geruch. Der Geschmack ist charakteristisch bitter. Das Sporenpulver ist weiß.

### Mikroskopische Merkmale
Die Sporen sind ellipsoid und messen 7–10 × 4–5 Mikrometer. Sie sind stark eingeschnürt oder zur Basis hin verbreitert. Die Basidien sind 2- oder 4-sporig. Cystiden sind nicht vorhanden.

## Artabgrenzung
Zahlreiche weitere Arten sind durch die roten Farben äußerlich ähnlich, wie z. B. der Gelbrandige Saftling (Hygrocybe insipida) oder der Mennigrote Saftling (Hygrocybe miniata). Diesen fehlt jedoch der bittere Geschmack.
Allerdings existiert mit Hygrocybe mucronella var. mitis auch eine milde Variante des Bitteren Saftlings. Eine Abgrenzung ist in solchen Fällen durch die eingeschnürten oder basal verbreiterten Sporen möglich. Durch dieses Merkmal ist der Pilz gegenüber allen anderen Saftlingen abgegrenzt.

## Ökologie und Phänologie
Der Bittere Saftling wächst in Silikat-Mager- und Kalk-Halbtrockenrasen, moosreiche Berg- und Waldwiesen sowie extensiv genutzte Weiden und Wegränder, die jeweils nicht oder wenig gedüngt sind. Dabei besiedelt er flachgründige, mäßig trockene bis deutlich frische Böden. Diese sind meist basisch, seltener neutral oder schwach sauer. Sie sind gut mit Basen versorgt, aber nährstoffarm (v. a. Stickstoff). Es handelt sich um verlehmte Braun- und Parabraunerden über Kalk, Kalksand, Mergel, kalkhaltigem Löss und basenreicheren Silikaten.
Die Fruchtkörper erscheinen von September bis November und treten in Gruppen auf.

## Verbreitung
Der Bittere Saftling ist in der Holarktis verbreitet. So ist er in Nordamerika (USA, Grönland), Europa und Ostasien (Japan) anzutreffen. In Europa reicht das Gebiet von Großbritannien, den Beneluxländern und Frankreich im Westen bis Litauen und die Ukraine im Osten sowie südwärts bis Italien und Rumänien und nordwärts bis zu den Hebriden, Shetland, den Färöern und dem südlichen Fennoskandinavien.
In Deutschland ist der Pilz von Schleswig bis Südbayern lückenhaft verstreut. Besonders selten ist er im nördlichen Flachland und im unteren Hügelland. Die Art fehlt in Brandenburg und Mecklenburg-Vorpommern.

## Belege